# آدور، هند
آدور (به انگلیسی: Adoor) یک منطقهٔ مسکونی در هند است که در بخش پاتانامتیتا واقع شده‌است. آدور ۲۰٫۸۲ کیلومتر مربع مساحت و ۲۹٬۱۷۱ نفر جمعیت دارد.